# Lewisburg (Kentucky)
Lewisburg – miasto w Stanach Zjednoczonych, w stanie Kentucky, w hrabstwie Logan.